# Жапин, Артур
Артур Жапин, также Артур Япин (нидерл. Arthur Valentijn Japin, 26 июля 1956, Харлем) – нидерландский писатель.

## Биография
Сын писателя, автора детективных романов, Берта Жапина (он покончил с собой, когда сыну было 12 лет). Окончил Театральную академию в Амстердаме, короткое время выступал как оперный певец. Начал писать драмы и прозу. Первый же роман «Два сердца Квази Боачи» (1996, исторический роман о принцах ашанти при дворе короля Виллема II) стал бестселлером. Успех сопровождал и другие книги писателя. Сегодня он — один из наиболее популярных нидерландских авторов. Несколько раз снялся в кино, в том числе — в фильме Йоса Стеллинга «Иллюзионист» (1984).
Живёт в Утрехте со своим партнёром, американским писателем Бенджамином Мозером (род. 1976).

## Произведения
- 1991: Heijermans! (драма)
- 1996: Magonische verhalen (новеллы)
- 1997: Чёрный с белым сердцем / De zwarte met het witte hart (роман, стал основой оперы британского композитора Джонатана Дава «Квази и Кваме», 2007)
- 1998: De vierde wand (путевые записки)
- 2001: Magonia (пьеса, экранизирована)
- 2002: Сон льва / De droom van de leeuw (роман, прототипы главных героев — Федерико Феллини и голландская актриса и писательница Росита Стенбек (нид.; рус. пер. 2011)
- 2002: De vrouwen van Lemnos (балетное либретто)
- 2003: Een schitterend gebrek (исторический роман о Казанове, премия Либрис)
- 2004: Dooi & Zeep (две повести)
- 2006: De klank van sneeuw (две повести)
- 2006: De grote wereld
- 2007: De overgave (исторический роман о Синтии Энн Паркер)
- 2010: Вацлав / Vaslav (роман о Вацлаве Нижинском)
- 2012: Maar buiten is het feest
- 2013: De man van je leven
- 2015: De gevleugelde
- 2017: Kolja (роман о Николае Конради, Nikolaj Konradi[2])

## Признание
Ряд произведений Жапина экранизированы. Он – лауреат многих национальных премий.